# Liste des albums musicaux numéro un au Billboard 200 en 2007
Cette page présente les albums musicaux numéro 1 chaque semaine en 2007 au Billboard 200, le classement officiel des ventes d'albums aux États-Unis établi par le magazine Billboard. Les cinq meilleures ventes annuelles sont également listées.

## Classement hebdomadaire
| Date          | Artiste(s)                 | Titre                                                                          | Référence |
| ------------- | -------------------------- | ------------------------------------------------------------------------------ | --------- |
| 6 janvier     | Nas                        | Hip Hop Is Dead                                                                |           |
| 13 janvier    | Omarion                    | 21                                                                             |           |
| 20 janvier    | Divers artistes            | Dreamgirls: Music from the Motion Picture (bande originale du film Dreamgirls) |           |
| 27 janvier    | Divers artistes            | Dreamgirls: Music from the Motion Picture (bande originale du film Dreamgirls) |           |
| 3 février     | Daughtry                   | Daughtry                                                                       |           |
| 10 février    | Pretty Ricky               | Late Night Special                                                             |           |
| 17 février    | Norah Jones                | Not Too Late                                                                   |           |
| 24 février    | Fall Out Boy               | Infinity on High                                                               |           |
| 3 mars        | Norah Jones                | Not Too Late                                                                   |           |
| 10 mars       | Norah Jones                | Not Too Late                                                                   |           |
| 17 mars       | Daughtry                   | Daughtry                                                                       |           |
| 24 mars       | The Notorious B.I.G.       | Greatest Hits                                                                  |           |
| 31 mars       | Musiq Soulchild            | Luvanmusiq                                                                     |           |
| 7 avril       | Modest Mouse               | We Were Dead Before the Ship Even Sank                                         |           |
| 14 avril      | Tim McGraw                 | Let It Go                                                                      |           |
| 21 avril      | Divers artistes            | Now That's What I Call Music! 24 (compilation)                                 |           |
| 28 avril      | Divers artistes            | Now That's What I Call Music! 24 (compilation)                                 |           |
| 5 mai         | Avril Lavigne              | The Best Damn Thing                                                            |           |
| 12 mai        | Avril Lavigne              | The Best Damn Thing                                                            |           |
| 19 mai        | Ne-Yo                      | Because of You                                                                 |           |
| 26 mai        | Michael Bublé              | Call Me Irresponsible                                                          |           |
| 2 juin        | Linkin Park                | Minutes to Midnight                                                            |           |
| 9 juin        | Maroon 5                   | It Won't Be Soon Before Long                                                   |           |
| 16 juin       | R. Kelly                   | Double Up                                                                      |           |
| 23 juin       | T-Pain                     | Epiphany                                                                       |           |
| 30 juin       | Toby Keith                 | Big Dog Daddy                                                                  |           |
| 7 juillet     | Bon Jovi                   | Lost Highway                                                                   |           |
| 14 juillet    | Hannah Montana/Miley Cyrus | Hannah Montana 2: Meet Miley Cyrus                                             |           |
| 21 juillet    | T.I.                       | T.I. vs. T.I.P.                                                                |           |
| 28 juillet    | T.I.                       | T.I. vs. T.I.P.                                                                |           |
| 4 août        | Divers artistes            | Now That's What I Call Music! 25 (compilation)                                 |           |
| 11 août       | Divers artistes            | Now That's What I Call Music! 25 (compilation)                                 |           |
| 18 août       | Common                     | Finding Forever                                                                |           |
| 25 août       | UGK                        | Underground Kingz                                                              |           |
| 1er septembre | Divers artistes            | High School Musical 2 (bande originale du téléfilm High School Musical 2)      |           |
| 8 septembre   | Divers artistes            | High School Musical 2 (bande originale du téléfilm High School Musical 2)      |           |
| 15 septembre  | Divers artistes            | High School Musical 2 (bande originale du téléfilm High School Musical 2)      |           |
| 22 septembre  | Divers artistes            | High School Musical 2 (bande originale du téléfilm High School Musical 2)      |           |
| 29 septembre  | Kanye West                 | Graduation                                                                     |           |
| 6 octobre     | Reba McEntire              | Reba: Duets                                                                    |           |
| 13 octobre    | Rascal Flatts              | Still Feels Good                                                               |           |
| 20 octobre    | Bruce Springsteen          | Magic                                                                          |           |
| 27 octobre    | Kid Rock                   | Rock n Roll Jesus                                                              |           |
| 3 novembre    | Bruce Springsteen          | Magic                                                                          |           |
| 10 novembre   | Carrie Underwood           | Carnival Ride                                                                  |           |
| 17 novembre   | Eagles                     | Long Road Out of Eden                                                          |           |
| 24 novembre   | Jay-Z                      | American Gangster                                                              |           |
| 1er décembre  | Alicia Keys                | As I Am                                                                        |           |
| 8 décembre    | Josh Groban                | Noël                                                                           |           |
| 15 décembre   | Josh Groban                | Noël                                                                           |           |
| 22 décembre   | Josh Groban                | Noël                                                                           |           |
| 29 décembre   | Josh Groban                | Noël                                                                           |           |

## Classement annuel
Les 5 meilleures ventes d'albums de l'année aux États-Unis selon Billboard :
1. Daughtry - Daughtry
2. Akon - Konvicted
3. Fergie - The Dutchess
4. Divers artistes - Hannah Montana
5. Carrie Underwood - Some Hearts